# بوريد التيتانيوم
بوريد التيتانيوم (أو ثنائي بوريد التيتانيوم) هو مركب لاعضوي صيغته الكيميائية TiB2، ويصنف ضمن المواد السيراميكية، كما يعد من المواد الموصلة للكهرباء.

## التحضير
يمكن أن يحضر المركب من تفاعل رباعي كلوريد التيتانيوم مع ثلاثي كلوريد البورون في وسط من الهيدروجين:
{\displaystyle {\ce {TiCl4 + 2 BCl3 + 5 H2 -> TiB2 + 10 HCl}}}
أو من تفاعل ثنائي أكسيد التيتانيوم مع ثلاثي أكسيد البورون بوجود الألومنيوم:
{\displaystyle {\ce {3TiO2 +3B2O3 +10Al -> 3TiB2 +5Al2O3}}}

## الخواص
بوريد التيتانيوم من المواد السيراميكية التي تتميز بارتفاع نقطة انصهارها، ويوجد في الشروط القياسية على هيئة مسحوق رمادي، وهو من الموصلات الكهربائية. يقاوم بوريد التيتانيوم الأكسدة في الهواء إلى درجات حرارة تصل إلى 1100 °س.

## الاستخدامات
تستخدم هذه المادة في تصفيح المدرعات؛ كما تستخدم في تدعيم صفائح الألومنيوم:
{\displaystyle {\ce {3 K2TiF6 + 6 KBF4 + 10 Al -> 3 TiB2 + 4 K3AlF6 + 6 AlF3}}}